# Cystobia arenicolae
Cystobia arenicolae is een soort in de taxonomische indeling van de Myzozoa, een stam van microscopische parasitaire dieren. Het organisme komt uit het geslacht Cystobia en behoort tot de familie Urosporidae. Cystobia arenicolae werd in 1907 ontdekt door Cunningham.